# Rue de Weppes
Pour les articles homonymes, voir Weppes (homonymie).
La rue de Weppes est une voie publique urbaine de la commune de Lille, dans le département français du Nord dans le quartier du Vieux-Lille.
Cette rue est une zone 20 fermée à la circulation automobile établie sur l'ancien canal du pont de Weppes recouvert dans les années 1930.

## L’ancien canal du pont de Weppes
Le pont de Weppes était situé au débouché de la rue Esquermoise se prolongeant par la rue de la Barre amorce de la route de Dunkerque conduisant également au pays de Weppes, territoire au sud-ouest de Lille.
La rue de la Barre et ses environs formaient le faubourg de Weppes qui fut englobé dans l’enceinte de Lille lors de l’agrandissement du XIIIe siècle .
Le canal du pont de Weppes, nommé sur certains plans ou documents, canal de Weppes ou canal de la Monnaie était compris entre le canal de la Baignerie (ou canal de l’Arc) au sud vers la Haute Deûle, et le canal de la Monnaie qui longeait l’ancienne motte castrale de Lille (actuel parvis de Notre Dame-de la Treille) vers le port de la Basse Deûle. Cet ensemble de 3 canaux, une des nombreuses dérivations de la Deûle à Lille, formait un parcours direct entre les deux ports de Lille celui de la Haute Deûle, ou Petit Rivage (Quai du Wault) et celui de la Basse Deûle ou Grand Rivage (emplacement de l’actuelle Avenue du Peuple-Belge). Bien que classés dans les voies navigables, ces étroits canaux n’étaient en réalité praticables que par de petites embarcations sur de courtes distances et ne pouvaient être utilisés pour la navigation commerciale à cause d’obstacles tel que le Moulin Saint-Pierre rue de la Monnaie.
D’après l’historien Jean-Denis Clabaut, ce canal serait probablement un creusement artificiel qui aurait détourné une partie des eaux de la Deûle.
Il constituait également le fossé de la deuxième enceinte de Lille qui daterait du XIIe siècle , sur la partie comprise entre la porte de Weppes qui était située à l’angle de la rue Esquermoise et de l’actuelle rue Thiers , et la Tour Isambard élément de la première enceinte de Lille dont les vestiges souterrains sont à proximité de l’angle de la rue des Trois-Mollettes et de la place Gilleson (parvis de la Treille).
Le canal était compris entre le pont de Roubaix au débouché de la rue des Trois Mollettes et le pont de Weppes où passait la rue Esquermoise. Des maisons datant du XVIIe siècle étaient établies le long de cette rue (actuellement numéros pairs) masquant la vue du canal.

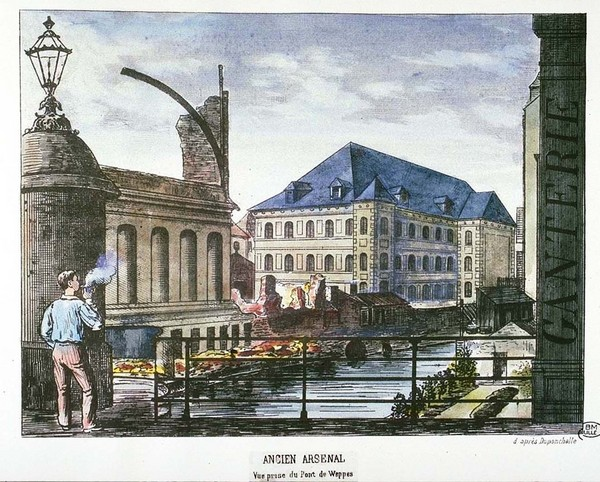
vue du canal de la Baignerie du pont de Weppes (ancien arsenal au second plan)

Côté sud (actuellement vers la rue Thiers), le pont étant libre de constructions, on pouvait donc voir le canal en direction du port de la Haute Deûle avec l’ancien arsenal démoli vers 1880 à gauche.
La limite entre le canal du pont de Weppes et le canal de la Baignerie, également nommé canal de l’Arc ou canal de la rue de l’Arc, recouvert lors de la création en 1878 de la rue Thiers, était indiquée suivant les plans et les documents au pont de Weppes (rue Esquermoise) ou environ 30 m plus au sud au confluent avec le canal des Poissonceaux (face à l’actuel temple maçonnique de Lille).
A l’arrivée à ce confluent, le canal des Poissonceaux était souterrain.

## Les rives de l’ancien canal
La rive droite du canal (actuellement numéros impairs) était peu densément bâtie au Moyen-Âge. L'espace entre le canal et la rue Basse comprenait surtout des jardins encore au début du XIXe siècle ce que Jean-Denis Clabaut explique par le passage jusqu’au XIe siècle du Bucquet un des bras primitif de la Deûle d'où la nature marécageuse du sol, hypothèse confortée par l’absence de caves médiévales dans ce secteur.
Sur cette rive, les maisons les plus proches du parvis datent du milieu XIXe siècle après l’ouverture en 1847 de la rue Bartholomé-Masurel à proximité.
L’ hôpital Saint-Julien fut fondé au XIIIe siècle entre la rue Basse et le canal pour l’ hébergement des vagabonds et des pauvres étrangers. Cet hôpital fut supprimé en 1701 ,. À son emplacement, il existait au XIXe siècle un établissement de bains également disparu .
A l'angle de la rue du Cirque à l'entrée du parvis, s'étendait jusqu'à la rue Basse, l'hôtel de Soubise sur un espace englobant l'actuelle rue Bartholomé-Masurel et un peu au-delà. La résidence des Princes de Soubise qui comprend une entrée rue du Pont de Weppes et une autre rue Basse en conserve le souvenir.
Le terrain de cet hôtel qui était au XVIIIe siècle la résidence du gouverneur de Flandre fut loti en 1847.

## La couverture du canal
Comme tous les petits canaux lillois, c'était pratiquement un égout à ciel ouvert.
Après la couverture du canal de la Baignerie en 1878 et celle du canal de la Monnaie en 1922, le canal est resté à l’air libre jusqu’à une décision du Conseil municipal d’avril 1933.
Avec le canal du Cirque qui longeait le côté nord et est du parvis de la Treille recouvert à la même date, ce fut le dernier disparu des canaux intérieurs de Lille.

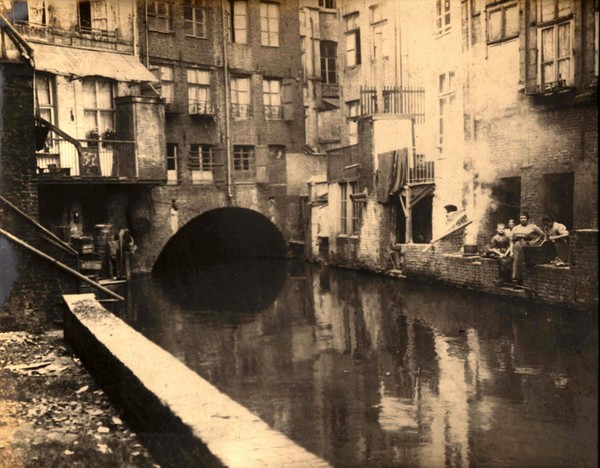
l’ancien canal vu vers les maisons de la rue Esquermoise
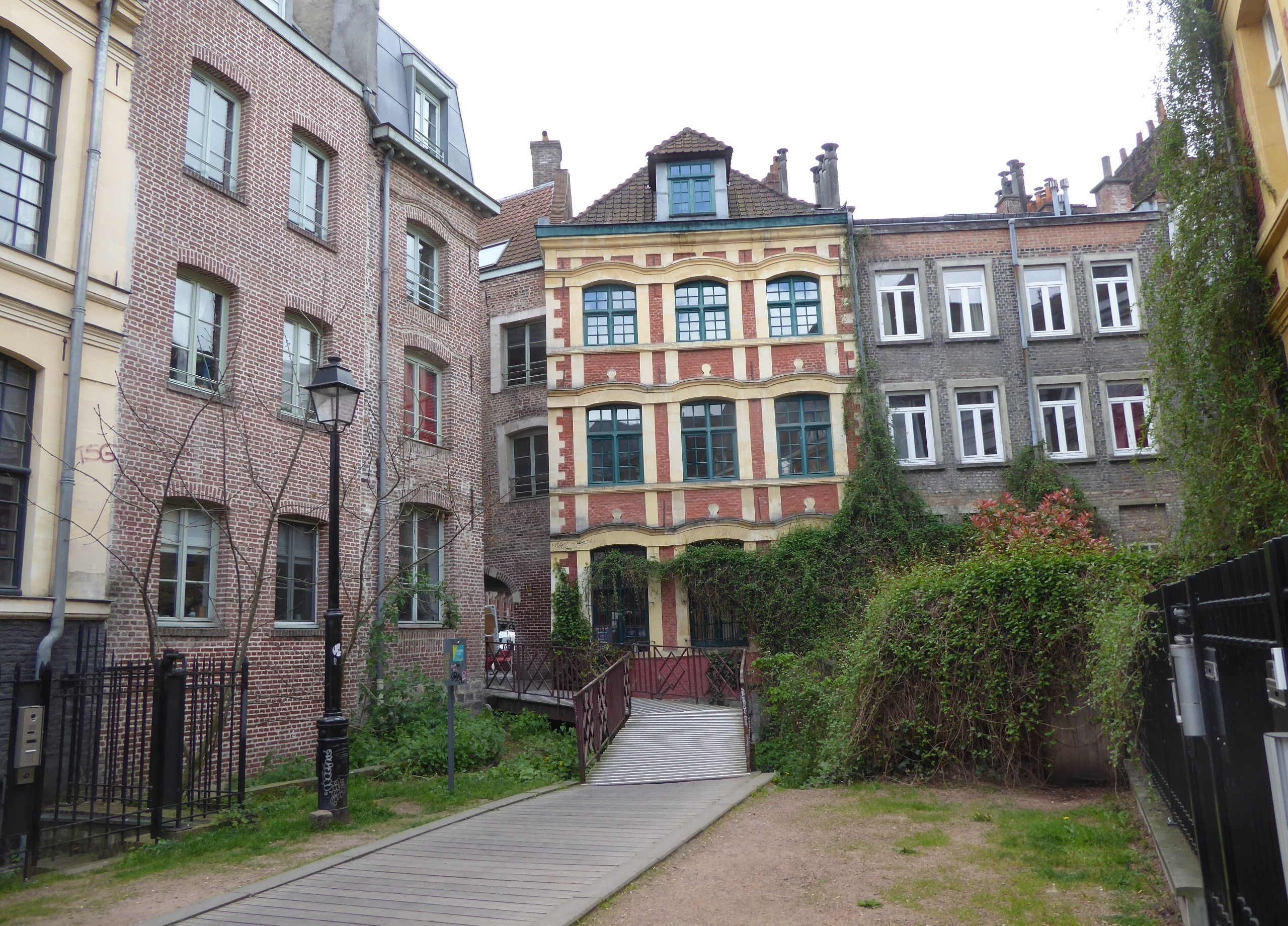
Rue de Weppes vue vers la rue Esquermoise

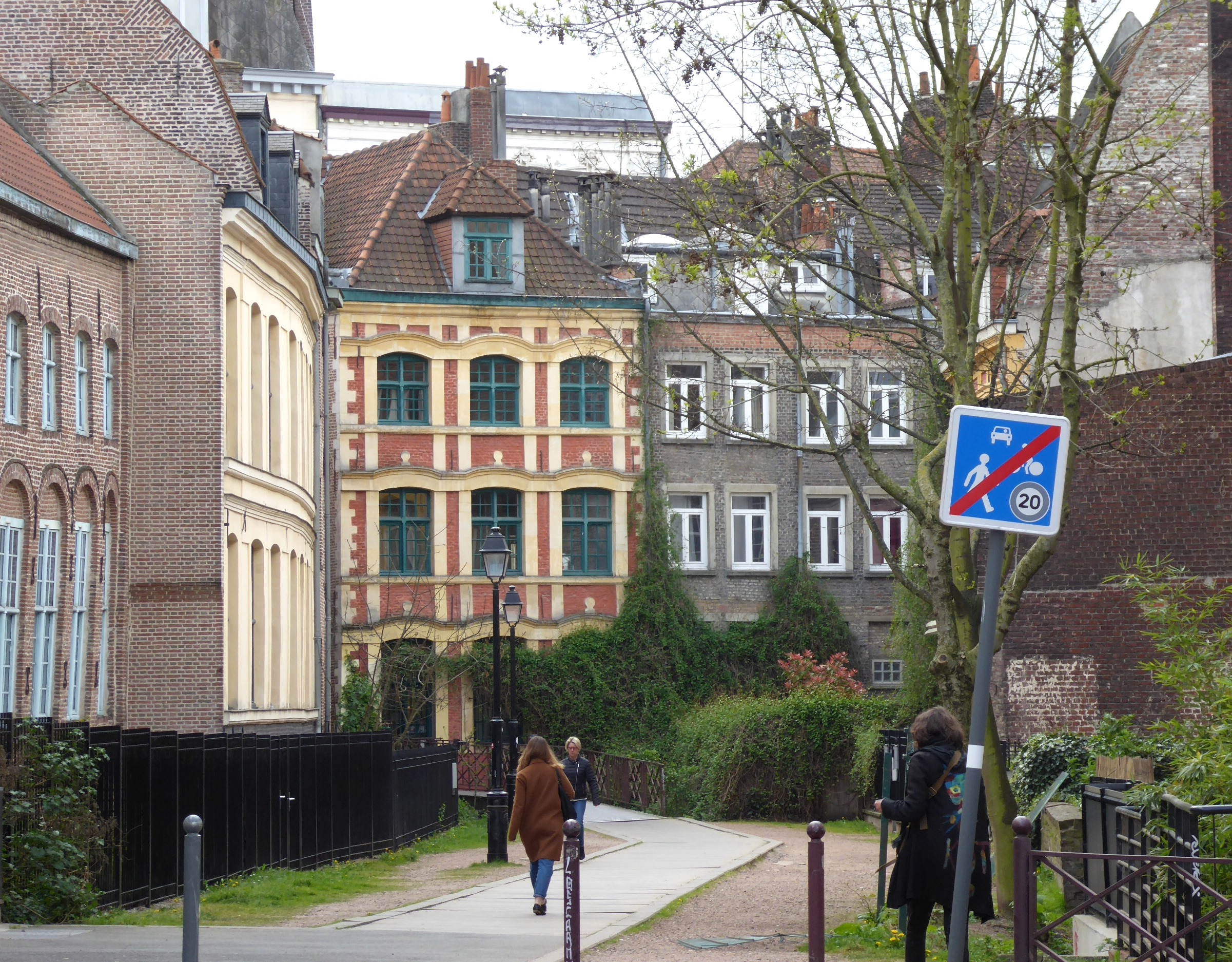
Fin de zone 20 avant le passage vers la rue Esquermoise

## La rue de Weppes
Le canal recouvert devint une impasse à partir du parvis de la Treille jusqu’aux maisons bordant le côté pair de la rue Esquermoise. Cette voie sans issue servit de parking.
Un passage a été ouvert après 2005  au rez-de-chaussée d’une maison de la rue Esquermoise permettant aux piétons et aux cyclistes de gagner le parvis de la Treille.
La rue est actuellement une impasse en zone 20, se prolongeant par un parcours réservé aux circulations douces et passage débouchant sur la rue Esquermoise au cœur du Vieux Lille.
Les fossés enjambés par des passerelles donnant accès aux maisons riveraines rappellent le canal disparu.
Les bâtiments du Refuge de l'Abbaye de Loos qui longeaient la rive gauche du canal sont actuellement côté pair de la rue à proximité du parvis.

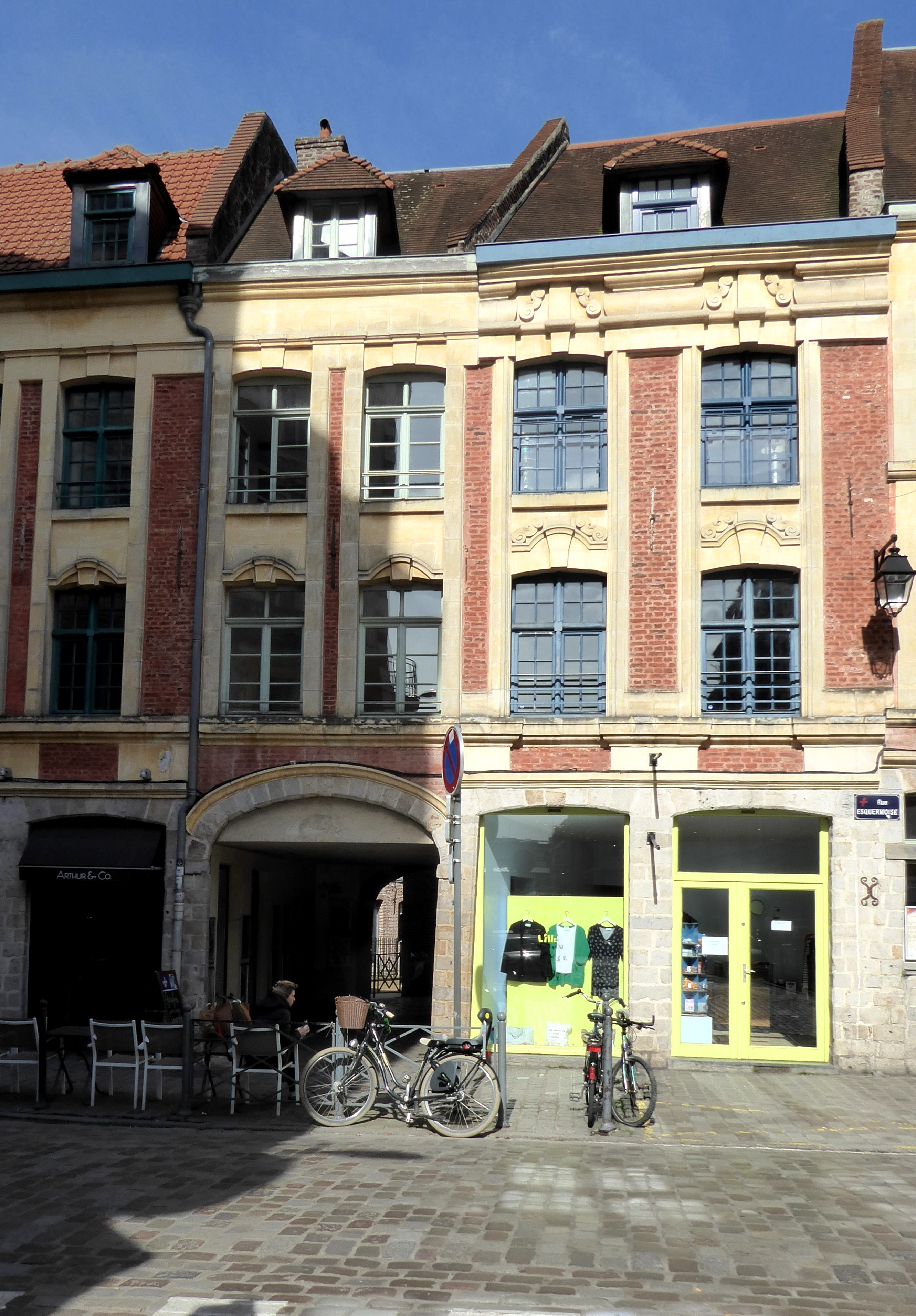
Rue Esquermoise passage vers la rue de Weppes
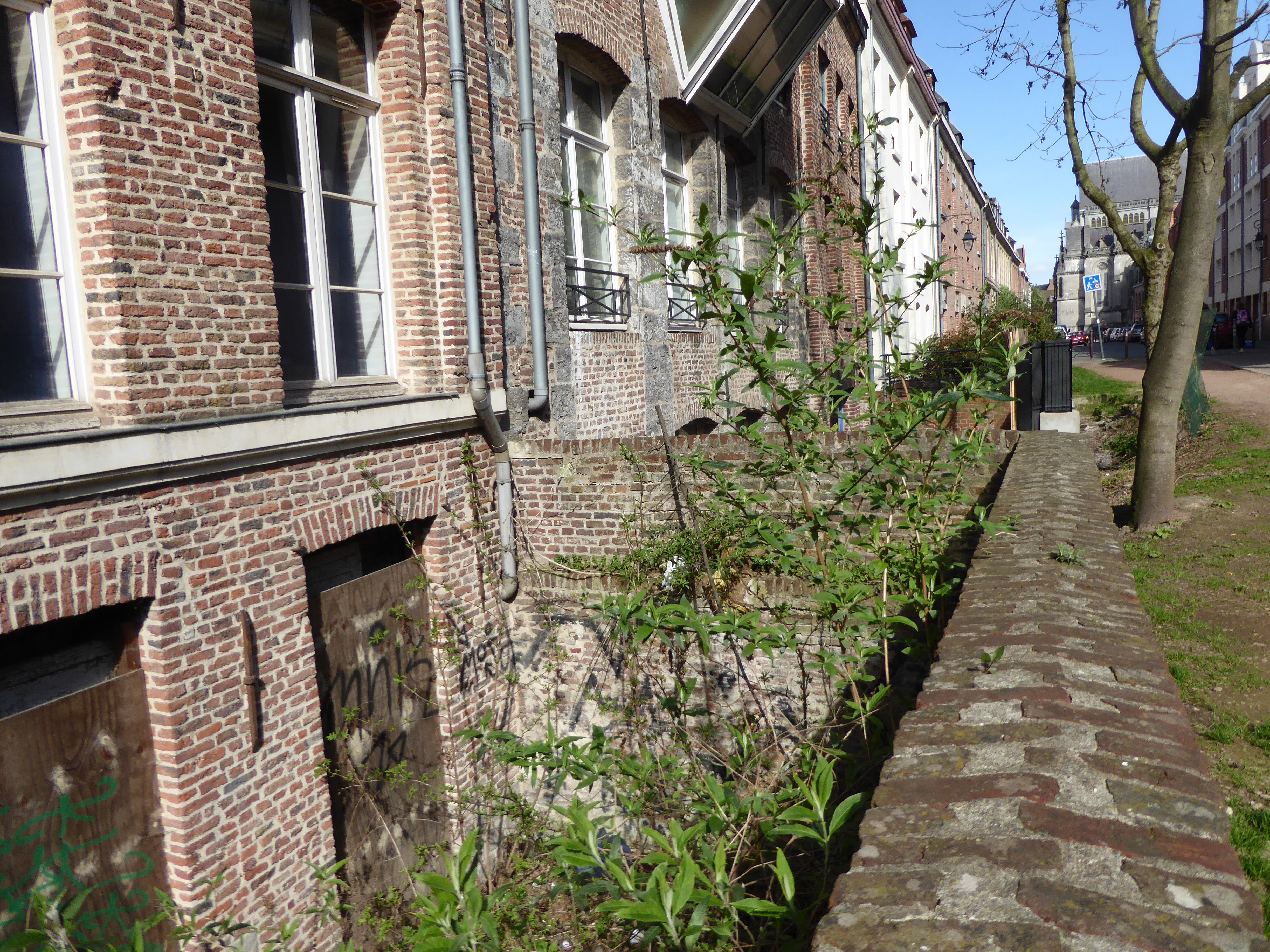
Fossés rue de Weppes (rive gauche de l'ancien canal)
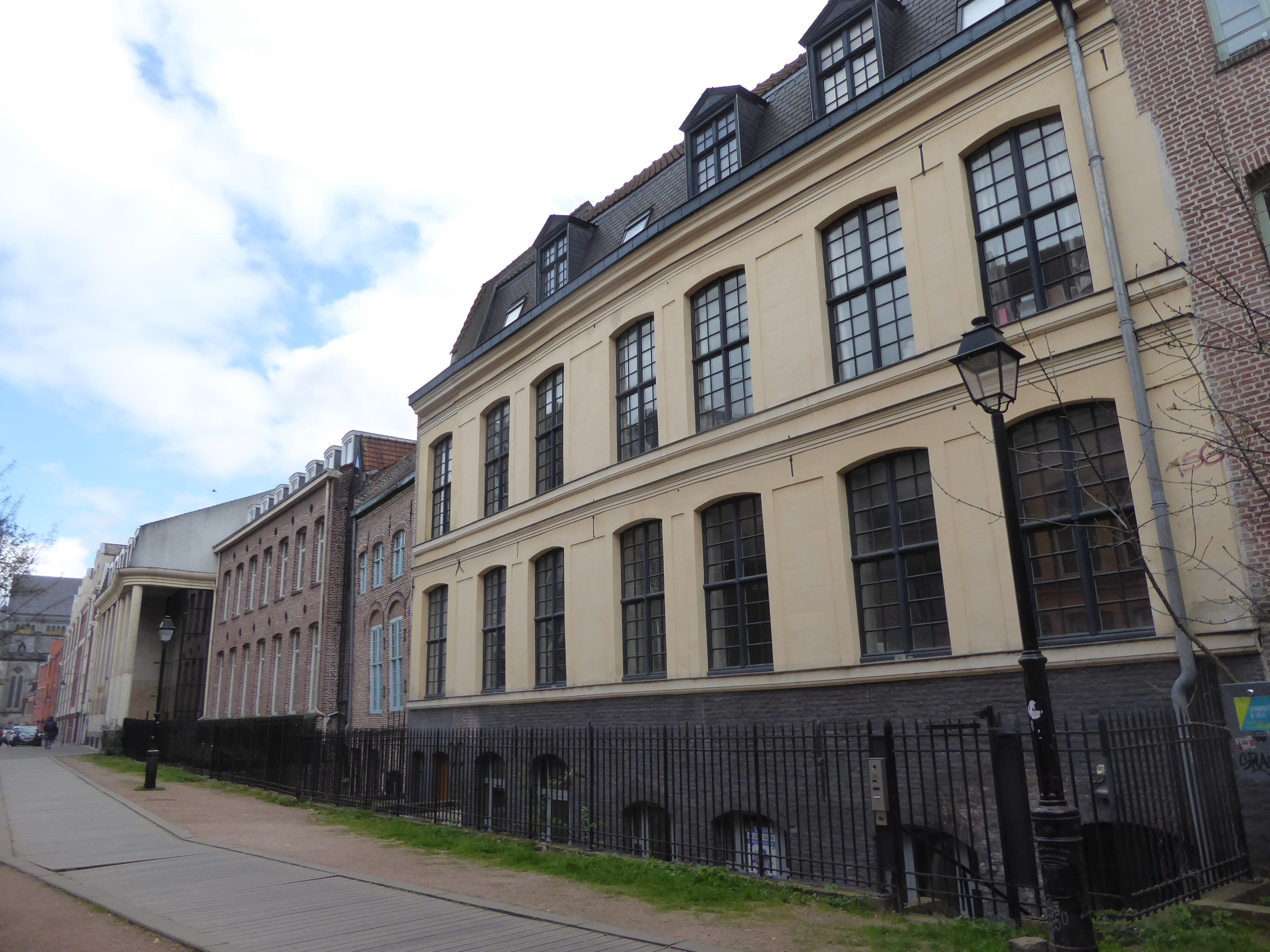
Rue de Weppes (ancienne rive droite)
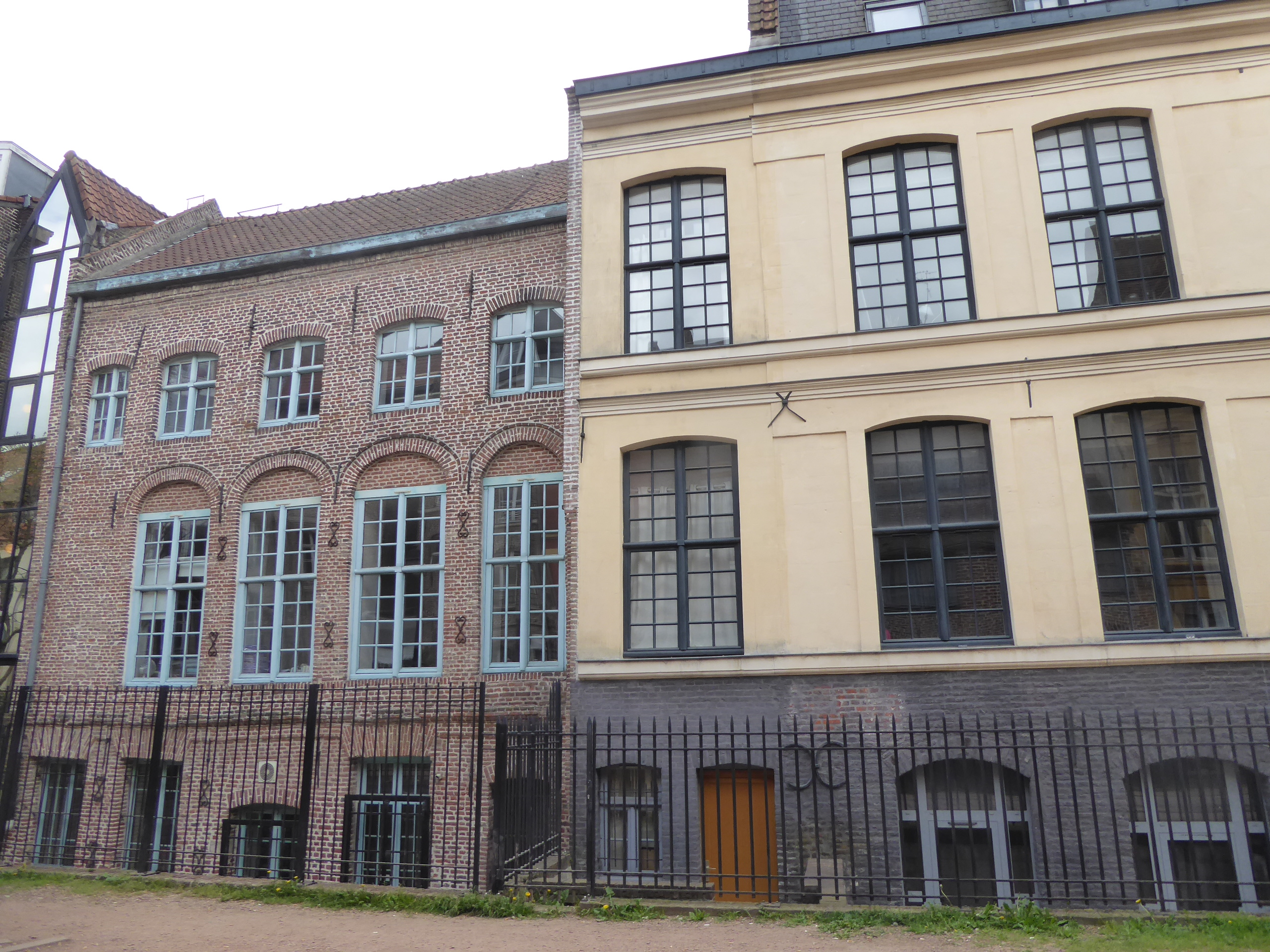
Rue de Weppes rive droite